# Мікаель Кордьє
Мікаель Кордьє (фр. Michaël Cordier; нар. 27 березня 1984, Лоб, Валлонія) — бельгійський футболіст, воротар.

## Клубна кар'єра
Народився 27 березня 1984 року в місті Лоббес. Вихованець футбольної школи клубу «Шарлеруа». 2001 року для отримання ігрової практики був відданий в оренду до клубу «Ендрахт» (Алст). Він дебютував у чемпіонаті 9 лютого 2002 року в грі проти «Антверпена» (0:2) і загалом провів 4 гри, а його команда вилетіла з вищого дивізіону. У 2002 році він повернувся в «Шарлеруа». Там він провів ще два роки, але за цей час не зіграв жодного матчу у чемпіонаті.
У 2004 році він підписав контракт з командою «Лув'єрваз». 2 квітня 2005 року він провів там свою першу гру в чемпіонаті проти «Брюгге» (0:2) і з наступного сезону став основним воротарем команди, але 2006 року команда вилетіла з вищого дивізіону, після чого воротар перейшов у «Брюссель». Тут Кордьє грав з поперемінним успіхом, але і ця команда вилетіла з еліти у 2008 році, тим не менш воротар залишився в команді ще на пів сезони.
На початку 2009 року Кордьє отримав пропозицію від іншої столичної команди, «Андерлехта». У цей період у клубу були проблеми з першим номером, оскільки основний воротар Даніел Зітка отримав серйозну травму, а його дублер, Сільвіо Прото, був відданий в оренду. В результаті третій воротар Деві Шоллен тимчасово став основним воротарем в «Андерлехті», а Кордьє був запрошений в статусі його дублера. Наступного сезону Прото повернувся в «Андерлехт», а Зітка позбувся травми, тому Кордьє раптом став лише четвертим воротарем команди і у січня 2010 року, так і не зігравши жодної гри за команду, в січні 2010 року був ідправлений в оренду до клубу третього дивізіону «Олімпік» (Шарлеруа) до кінця сезону, зігравши 10 ігор чемпіонату. Після повернення до «Андерлехта» Кордьє за наступні два сезони зіграв за команду по одній грі у чемпіонаті і в другому з них виграв з командою титул чемпіона Бельгії.
Після закінчення контракту з «Андерлехтом», який не було продовжено, він грав три сезони за «Вестерло». Спочатку Мікаель був основним воротарем, але після приходу 2013 року до команди Куна Ван Лангендонка Кордьє програв йому конкуренцію і виконував роль запасного воротаря.
У серпні 2015 року підписав контракт на один сезон з «Брюгге», де отримав роль третього воротаря після Сінана Болата і Себастьєна Брюззесе. Він не зіграв жодного матчу за команду, але наприкінці сезону знову з командою святкував перемогу у чемпіонаті.
Надалі Корд'є завершив професіональну кар'єру і грав на аматорському рівні за клуби «Уніон Рояль» (Ла-Лув'єр), «Рапід Симфорінуа» та «Авре».

## Виступи за збірну
У 2006–2007 роках залучався до складу молодіжної збірної Бельгії, з якою брав участь у молодіжному чемпіонаті Європи 2007 року в Нідерландах, де бельгійці дійшли до півфіналу, але на поле не виходив. Всього на молодіжному рівні зіграв у 4 офіційних матчах, пропустив 2 голи.

## Титули і досягнення
- Чемпіон Бельгії (1):

«Андерлехт»: 2011/12
«Брюгге»: 2015/16
- Володар Суперкубка Бельгії (1):

«Андерлехт»: 2010